# Лехконен, Арттури
А́рттури Ле́хконен (фин. Artturi Lehkonen; род. 4 июля 1995, Пийккиё, Турку-Пори) — финский хоккеист, нападающий, выступает в НХЛ за «Колорадо Эвеланш». Обладатель Кубка Стэнли 2022 года (автор победной шайбы в последнем матче финала).

## Клубная карьера
Артурри родился в Пийккиё, но вырос в Турку. В детстве он играл за «Туто» и «ТПС». В сезоне 2011/12 начал выступление в Лииге за «ТПС». C 2012 по 2014 год выступал за финский клуб «КалПа». Всего провел за них 82 встречи, в которых набрал 53 очка. 28 марта 2014 года Лехконен решил покинуть «КалПу» и продолжить свою карьеру в Шведской хоккейной лиге , подписав двухлетний контракт с «Фрелундой». В первом сезоне за «Фрелунду» Лехконен набрал в 47 играх 16 очков, а также 6 в плей-офф. Второй сезон в «Фрелунде» сложился для Арттури более удачно, в нём он провел 49 игр в регулярном сезоне, отметившись 33 очками, а также 19 очками в 16 играх постсезона. Набранные 19 очков в плей-офф побили командный рекорд Даниэля Альфредссона 2005 года, составлявший 18 очков. Также Лехконен помог одержать победу «Фрёлунде» в хоккейной Лиге Чемпионов, заработав в 13 матчах 12 очков.
На Драфте НХЛ 2013 года был выбран во 2-м раунде под общим 55-м номером командой «Монреаль Канадиенс». 8 мая 2016 года подписал контракт новичка, рассчитанный на 3 года с «Монреалем».
Первую игру в НХЛ провел 13 октября 2016 года в матче против «Баффало Сейбрз». Через 2 дня Лехконен забил первый гол в НХЛ вратарю Крэйгу Андерсону из «Оттавы Сенаторз». Первый гол в плей-офф забросил в большинстве 16 апреля 2017 года в матче против «Нью-Йорк Рейнджерс» вратарю Хенрику Лундквисту. Арттури стал первым с 1996 года финским новичком после Саку Койву, забившим в плей-офф. 3 октября 2018 года забил первый гол «Монреаль Канадиенс» в сезоне 2018/19 в матче против «Торонто Мэйпл Лифс» вратарю Фредерику Андерсену.
11 июля 2019 года «Канадиенс» переподписали Лехконена на 2 года на общую сумму $ 4,8 млн.

## Международная карьера
На Чемпионате мира по хоккею с шайбой среди юниорских команд в 2013 году со сборной Финляндии заработал бронзовую медаль. На Чемпионате мира по хоккею с шайбой среди молодёжных команд в 2014 году стал обладателем золотой медали вместе с финской сборной. В сезоне 2015/16 выступал на Еврохоккейтуре, проведя 5 матчей и не набрав очков.

## Личная жизнь
Отец Арттури — Исмо бывший профессиональный хоккеист и тренер.
Арттури Лехонен является фанатом футбольного «Арсенала».